# Rostaing de la Capre
Pour les articles homonymes, voir Rostaing.
Rostaing de la Capre (? - † le 22 ou le 23 août 1303), ancien chanoine et « operarius » d’Arles, archevêque d'Arles (5 août 1286-† le 22 août 1303), inhumé à Saint-Trophime.

## Biographie

### Premières années
Rostaing de la Capre naît à Grans, près de Salon-de-Provence. D'abord chanoine et operatius de l'église d'Arles, il en devient archevêque le 23 de juillet 1287 après un premier refus du pape Honorius IV qui n’approuve pas son élection. Croyant en effet que cette élection n'était pas valide, le pape envoie l'évêque de Porto, Bernard, pour en vérifier la procédure. Rassuré par ce contrôle, le pape non seulement le confirme mais lui confie ensuite le pallium. 

### Archevêque d'Arles
À la fin de 1288, Rostaing célèbre un concile provincial semblable à celui tenu à Bourges deux années auparavant du moins au regard de sa préface. Il s'agit d’après les actes conservés d'une collection des conciles précédents rédigés en un volume, que Rostaing ordonne à ses suffragants et aux prélats inférieurs d'avoir en entier. Ces conciles sont au nombre de sept, tenus sous différents archevêques d'Arles, à savoir : deux sous Jean de Beaussan, en 1234 et 1251 ; un sous Bertrand de Montferrat à Avignon, en 1270; un sous Florentin, en 1260; un sous Bernard de Languissel, en 1279; un sous Bertrand Amalric à Avignon en 1281 ; un enfin sous Bertran de Saint-Martin, sans nom de lieu ni d'année (toutefois entre 1266 et 1273 d’après l’archiépiscopat de cet archevêque).
Comme archevêque d'Arles, Rostaing fait bâtir le château de Salon, achète celui de Trinquetaille ainsi que plusieurs propriétés à Montdragon. À Arles même, dans l'église de Saint-Trophime, il fait ouvrir une chapelle consacrée aux saintes Maries Jacobé et Salomé (chapelle des Rois actuelle).
C'est sous son archiépiscopat qu'éclate, en 1290, la querelle entre Antonins et les bénédictins de Montmajour à propos des reliques de Saint-Antoine. En[1293, il fait procéder à un inventaire des reliques de la cathédrale Saint-Trophime. Parmi les autres éléments biographiques, on sait qu'il célèbre un concile provincial en 1303 à l'Isle-sur-la-Sorgue et qu'il autorise la congrégation des Pelletiers et des Couturiers le 20 avril 1303.

### Mort et postérité
D'après Joseph Hyacinthe Albanés, il meurt le 23 août 1303. Gilles du Port signale que son enterrement ressemble plus à une canonisation qu'à des funérailles ; qualifié de Bienheureux, il fut alors fêté lors des calendes d'août. Ses restes oubliés furent ensuite retrouvés en 1620 sous l'autel de la chapelle des Rois actuelle, c'est-à-dire, dans la chapelle consacrée aux saintes Marie Jacobé et Salomé qu'il avait fait construire.